# ボリスの石

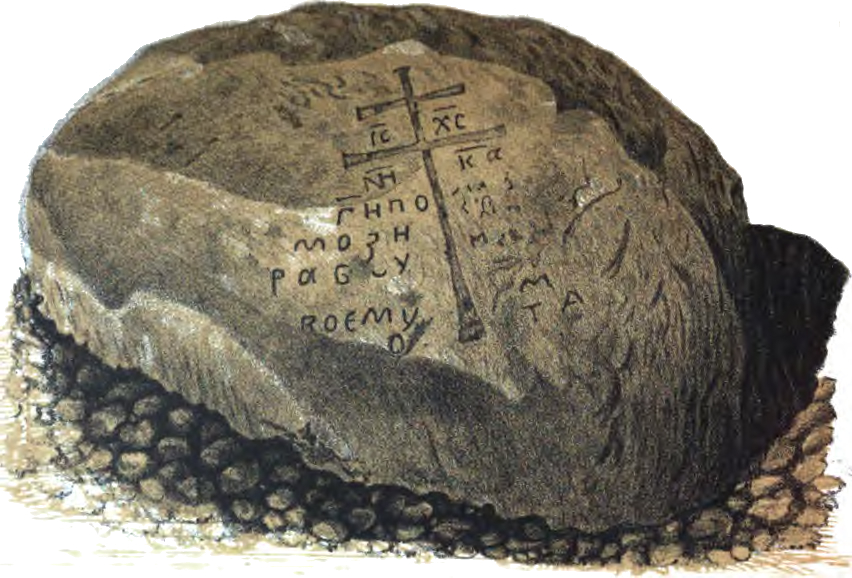
ドルヤで発見された「ボリスの石」のうちの1つ

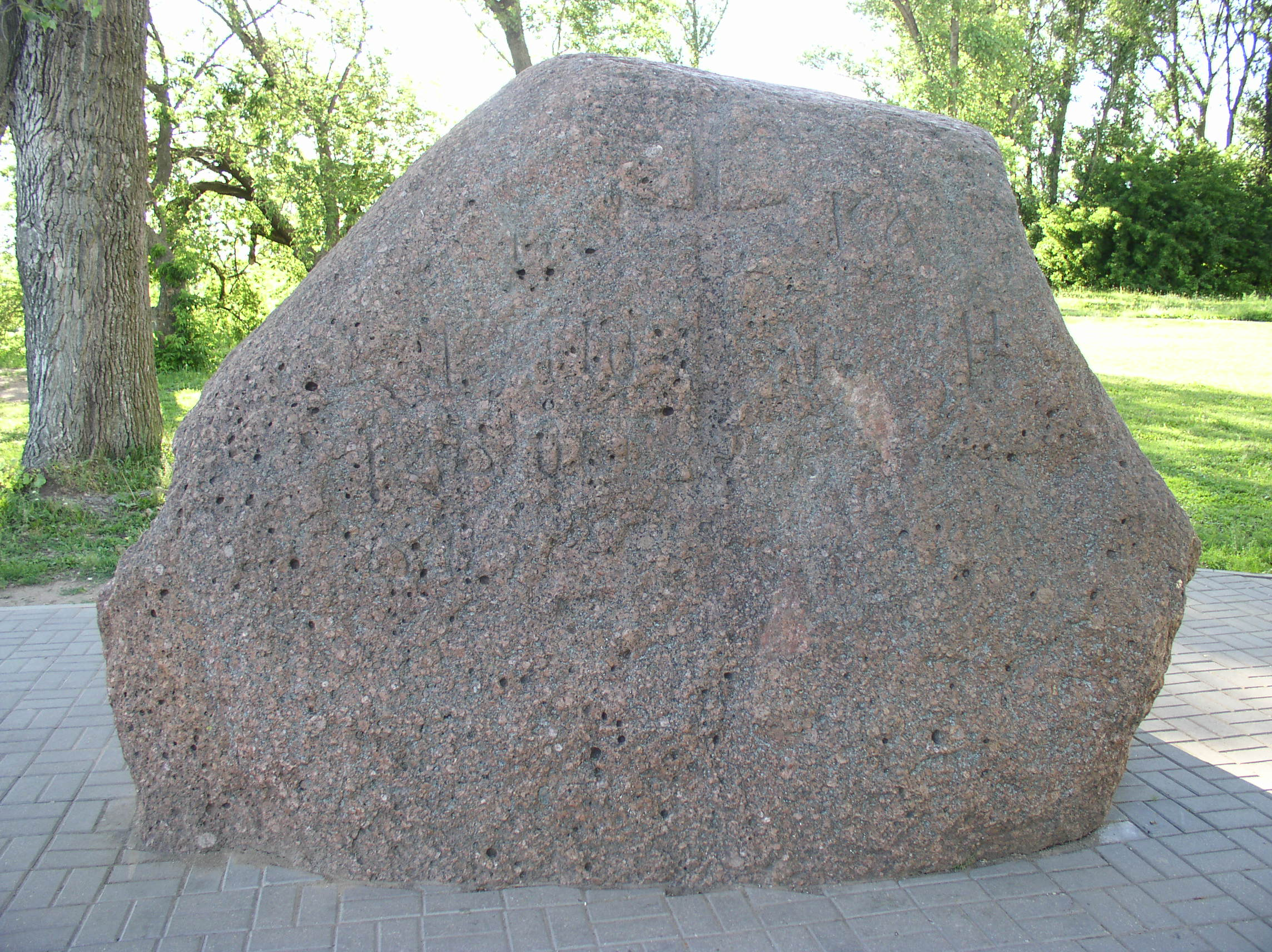
現在ポラツクに設置されている、「ボリスの石」の1つ

ボリスの石（ベラルーシ語: Барысавы камяні、ロシア語: Борисовы камни）とは、ポロツク公ボリスの命令によって作られた、十字架と銘文の刻まれた巨礫である。これらの石はソヴィエト連邦時代の宗教闘争の時期に徹底的に破壊された。現在は数個が残っている。

## 概要
ボリスの石には銘文と十字架が刻まれ、西ドヴィナ川流域におかれていた。石の大きさは数メートルにおよび、銘文は通常、「神の僕・ギンヴィルの子ボリス、主の援助を」という文を含んでいる。その役割はあまり明確には解明されていない。一説では、交易路の進路を示したものであるとみなされている。また別の説では、早期の異教の神殿に置かれた神聖な石であったが、ルーシがキリスト教化した際に十字架や銘文が刻まれたとしている。
現在、ボリスの石は数個が現存している。そのうちの1つはベラルーシのドルヤ(ru)にあったものであるが、ソヴィエト時代に2つに割られ、2011年に西ドヴィナ川岸の中央広場に運ばれた。ポラツクから5kmの位置にあるポドコステリツァで発見された周囲8mの石は、1981年にポラツクに運ばれ、聖ソフィア大聖堂の隣に設置されている。また、「スリボリの十字架」「スヴャトポルク - アレクサンドル」と刻まれた2つの石が、西ドヴィナ川の水路にあることが知られている。ヴォルシャ付近には、いわゆる「ログヴォロドの石(ru)」と呼ばれる石があったが、19世紀末にモスクワへ運ばれ、現在はコローメンスコエの博物館に設置されている。ミンスク州のカメノには「ボロチンシュンの十字架」と呼ばれる石がある。